# 리 밴클리프
클래런스 리로이 "리" 밴클리프 주니어(영어: Clarence LeRoy "Lee" Van Cleef Jr., 1925년 1월 9일 ~ 1989년 12월 16일)는 미국의 배우이다. 서부극 장르에서 많이 출연했다. 지병인 식도암과 심장마비로 1989년 12월 16일 자택에서 사망했다.

## 작품 목록
| 연도 | 제목        | 원어명                     | 배역            |
| ---- | ----------- | -------------------------- | --------------- |
| 1965 | 석양의 건맨 | Per qualche dollaro in più | 더글러스 모티머 |

- 황야의 분노 - 프랭크 텔비 역
- 이소룡과 쿵후 매니아 (다큐멘터리)
- 최후의 승자